# 曾俊軒
曾俊軒（英語：Tsang Chun Hin，2005年1月14日—） ，生於香港，香港足球運動員，司職後衛，現時效力香港超級聯賽球會北區。。

## 球員生涯
2022年9月23日，傑志與曾俊軒簽下職業球員合約。
2023年6月30日，傑志宣布曾俊軒約滿離隊。
2023年8月3日，晉峰宣布以自由身簽入曾俊軒，並穿上18號波衫。